# 役小角
役 小角（えんの おづぬ / えんの おづの / えんの おつの、舒明天皇6年〈634年〉伝 - 大宝元年6月7日〈701年7月16日〉伝）は、飛鳥時代の呪術者。役行者（）、役優婆塞（）などとも呼ばれている。姓は君。
いくつかの文献では実在の人物とされているが、生没年は不詳である。人物像は後世の伝説も大きく、前鬼と後鬼を弟子にしたといわれる。天河大弁財天社や大峯山龍泉寺など多くの修験道の霊場でも役小角・役行者を開祖としていたり、修行の地としたという伝承がある。

## 出自
役氏（）、役君（）は三輪系氏族に属する地祇系氏族で、葛城流賀茂氏から出た氏族であることから、加茂役君、賀茂役君（）とも呼ばれている。役民を管掌した一族であったために、「役」の字をもって氏としたという。また、この氏族は大和国・河内国に多く分布していたとされる。

## 生涯
舒明天皇6年（634年）に大和国葛上郡茅原郷（現在の奈良県御所市茅原）に生まれる。父は、出雲から入り婿した大角、母は白専女（伝説では刀良女とも呼ばれた）。生誕の地とされる場所には、吉祥草寺が建立されている。
白雉元年（650年）、16歳の時に山背国(後の山城国)に志明院を創建。翌年17歳の時に元興寺で孔雀明王の呪法を学んだ。その後、葛城山（現在の金剛山・大和葛城山）で山岳修行を行い、熊野や大峰（大峯）の山々で修行を重ね、吉野の金峯山で金剛蔵王大権現を感得し、修験道の基礎を築く。20代の頃に藤原鎌足の病気を治癒させたという伝説があるなど、呪術に優れ、神仏調和を唱えた。命令に従わないときには呪で鬼神を縛った。人々は小角が鬼神を使役して水を汲み薪を採らせていると噂した。高弟に典薬頭に任ぜられた韓国広足がいる。
文武天皇3年5月24日（ユリウス暦699年6月26日）に、人々を言葉で惑わしていると讒言されて伊豆島に流罪となる。
2年後の大宝元年（701年）1月に大赦があり、茅原に帰るが、同年6月7日に、大阪府箕面市にある箕面山瀧安寺の奥の院にあたる天上ヶ岳（標高499m北緯34度51分47.503秒 東経135度28分5.485秒）にて入寂したと伝わる。享年68。山頂には
- 元禄12年（1699年）千年御遠忌に建てられた「地・水・火・風・空」を意味する梵字「ア･ビ･ラ･ウン･ケン」が刻まれた石碑
- 昭和30年代に設けられた役行者像および護摩壇
- 平成26年（2014年）に建てられた「役行者御昇天所」の石碑

などがある。。
なお、石鎚山の山中で亡くなったとも石鎚山では云われている。
中世、特に室町時代に入ると、金峰山、熊野山などの諸山では、役行者の伝承を含んだ縁起や教義書が成立した。金峰山、熊野山の縁起を合わせて作られた『両峰問答秘鈔』『修験指南鈔』などがあり、『続日本紀』の記述より桁違いに詳細な『役行者本記』という小角の伝記まで現れた。こうした書物の刊行と併せて、種々の絵巻や役行者を象った彫像や画像も制作されるようになり、今日に伝わっている。
寛政11年（1799年）には、聖護院宮盈仁法親王が光格天皇へ役行者御遠忌（没後）1100年を迎えることを上表した。同年、正月25日に光格天皇は、烏丸大納言を勅使として聖護院に遣わして神変大菩薩（）の諡を贈った。勅書は全文、光格天皇の宸筆による。聖護院に寺宝として残されている。

## 伝説

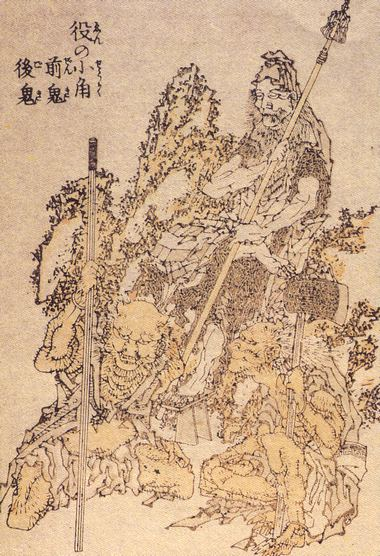
葛飾北斎『北斎漫画』より、前鬼・後鬼を従えた役小角

役行者は、鬼神を使役できるほどの法力を持っていたという。左右に前鬼と後鬼を従えた図像が有名である。ある時、葛木山と金峯山の間に石橋を架けようと思い立ち、諸国の神々を動員してこれを実現しようとした。しかし、葛木山にいる神一言主は、自らの醜悪な姿を気にして夜間しか働かなかった。そこで役行者は一言主を神であるにもかかわらず、折檻して責め立てた。すると、それに耐えかねた一言主は、天皇に役行者が謀叛を企んでいると讒訴したため、役行者は彼の母親を人質にした朝廷によって捕縛され、伊豆大島へと流刑になった。こうして、架橋は沙汰やみになったという。
役行者は、流刑先の伊豆大島から、毎晩海上を歩いて富士山へと登っていったとも言われている。富士山麓の御殿場市にある青龍寺は役行者の建立といわれている。また同様に島を抜け出して熱海市の東部にあたる伊豆山で修行し、また伊豆山温泉の源泉である走り湯を発見したとされる。
また、ある時、日本から中国へ留学した道昭が、行く途中の新羅の山中で五百の虎を相手に法華経の講義を行っていると、聴衆の中に役行者がいて、道昭に質問したと言う。

### 続日本紀
小角の生涯は伝承によるところが大きいが、史料としては『続日本紀』巻第一文武天皇三年五月丁丑条の記述がある。

| 丁丑。役君小角流于伊豆島。初小角住於葛木山。以咒術稱。外從五位下韓國連廣足師焉。後害其能。讒以妖惑。故配遠處。世相傳云。小角能役使鬼神。汲水採薪。若不用命。即以咒縛之。 | 文武天皇3年5月24日、役君小角を伊豆大島に配流した。そもそも、小角は葛城山に住み、呪術で称賛されていた。のちに外従五位下の韓国連広足が師と仰いでいたほどであった。ところがその後、ある人が彼の能力を妬み、妖惑のかどで讒言した。それゆえ、彼を遠方に配流したのである。世間は相伝えて、「小角は鬼神を使役することができ、水を汲ませたり、薪を採らせたりした。もし鬼神が彼の命令に従わなければ、彼らを呪縛した」という。 |
| —第1次『国史大系』 | —大意訳 。 |

解釈として、句末を示す助字の焉を抜かして文を繋げ、「外従五位下の韓国広足は小角を師としていたが、その後に師の能力を妬んで讒言した」とする説もある。広足が正六位上から外従五位下に昇進したのは、役小角が没したとされる時期から約30年後の天平3年（731年）である。さらには、広足の氏が韓国であることからか誤解される事が多いが、韓国氏は物部氏の支族。
この記録の内容の前半の部分は事実の記録であるが、後段の「世相伝テ云ク…」の話は、すでになかば伝説のような内容になっている。役小角に関する信頼される記録は正史に書かれたわずかこれだけのものであるが、後に書かれる役行者の伝説や説話はほとんどすべてこれを基本にしている。

### 日本霊異記
役小角にまつわる話は、やや下って成立した『日本現報善悪霊異記』に採録された。後世に広まった役小角像の原型である。荒唐無稽な話が多い仏教説話集であるから、史実として受け止められるものではないが、著者の完全な創作ではなく、当時流布していた話を元にしていると考えられる。
『日本霊異記』が書かれたのは弘仁年間（810年 - 824年）であるが、説話自体は神護景雲2年（768年）以降につくられたものであろうとされている。
『日本霊異記』で役小角は、仏法を厚くうやまった優婆塞（僧ではない在家の信者）として現れる。上巻の28にある「孔雀王の呪法を修持し不思議な威力を得て現に仙人となりて天に飛ぶ縁」の話である。
役の優婆塞は大和国葛木上郡茅原村の人で、賀茂役公の民の出である。若くして雲に乗って仙人と遊び、孔雀王呪経の呪法を修め、鬼神を自在に操った。鬼神に命じて大和国の金峯山と葛木山の間に橋をかけようとしたところ、葛木山の神である一言主が人に乗り移って文武天皇に役の優婆塞の謀反を讒言した。優婆塞は天皇の使いには捕らえられなかったが、母を人質にとられるとおとなしく捕らえられた。伊豆大島に流されたが、昼だけ伊豆におり、夜には富士山に行って修行した。大宝元年（701年）正月に赦されて帰り、仙人になって天に飛び去った。道昭法師が新羅の国で五百の虎の請いを受けて法華経の講義をした時に、虎集の中に一人の人がいて日本語で質問してきた。法師は「誰ですか」と問うと「役の優婆塞」であると答えた。法師は高座から降りて探したがすでに居なかった。一言主は、役の優婆塞の呪法で縛られて今（『日本霊異記』執筆の時点）になっても解けないでいる。
『続日本紀』との大きな違いは、役小角を告訴したのが一言主の神となっていることで、この一言主神が後々のいろいろな説話や物語などに登場してくる。また、道昭が新羅の国で役小角に会う話が初めて出てくる。この『日本霊異記』にある説話は『続日本紀』の記録とともに、その後の役行者の伝記や説話の根幹になっている。

## 在地伝説

### 奥田の伝説
大和高田市奥田の伝説「奥田蓮池の一つ眼蛙」によると、役行者の母・刀良女（）は、奥田の蓮池で病を養っていたが、ある夏、捨篠神社へ参ると、蛙の鳴き声が聞こえ、光輝く池の蓮の茎が伸び、2つの白蓮が咲き、そこには金色の蛙が歌っていた。そこで刀良女は何気なく萱を一本抜きとって蛙に向かって投げたところ、蛙の片目に当たってしまい、射貫かれた蛙はそのまま水中深く潜ってしまった。その瞬間、池面をいろどった五色の露も一茎二華の白蓮も消え、蛙は醜い褐色色になって浮かんで来た。刀良女は自責の念から病が重くなり、42歳で亡くなる。母を亡くした役行者は発心して修験道を開き、吉野山に入ると、吉野山蔵王権現を崇め、蛙の追善供養を行い、母の菩提を弔った。毎年、7月7日には、山伏が吉野に来て、ここの行者堂と刀良女塚に香や花を献じ、蓮池の蓮180本を切り取って、蔵王堂から大峯山までの街道に祀られる祠堂に蓮を献じて、蛙の供養をした。
この伝説では役行者の母の没した年齢、および修験道を開いたきっかけが、母を亡くしたこととして語られている。

### 石鎚山大天狗の伝説
役小角は701年大阪箕面の天上ヶ岳で昇天した後、若い頃開山した石鎚山にやってきて「石鎚山法起坊大天狗」となって当地を守護し、前鬼は大峰山前鬼坊という天狗になり吉野方面の守護をしたという。なお、神変大菩薩の諡号を贈られるまで、法起菩薩と呼ばれていた。

## 信仰

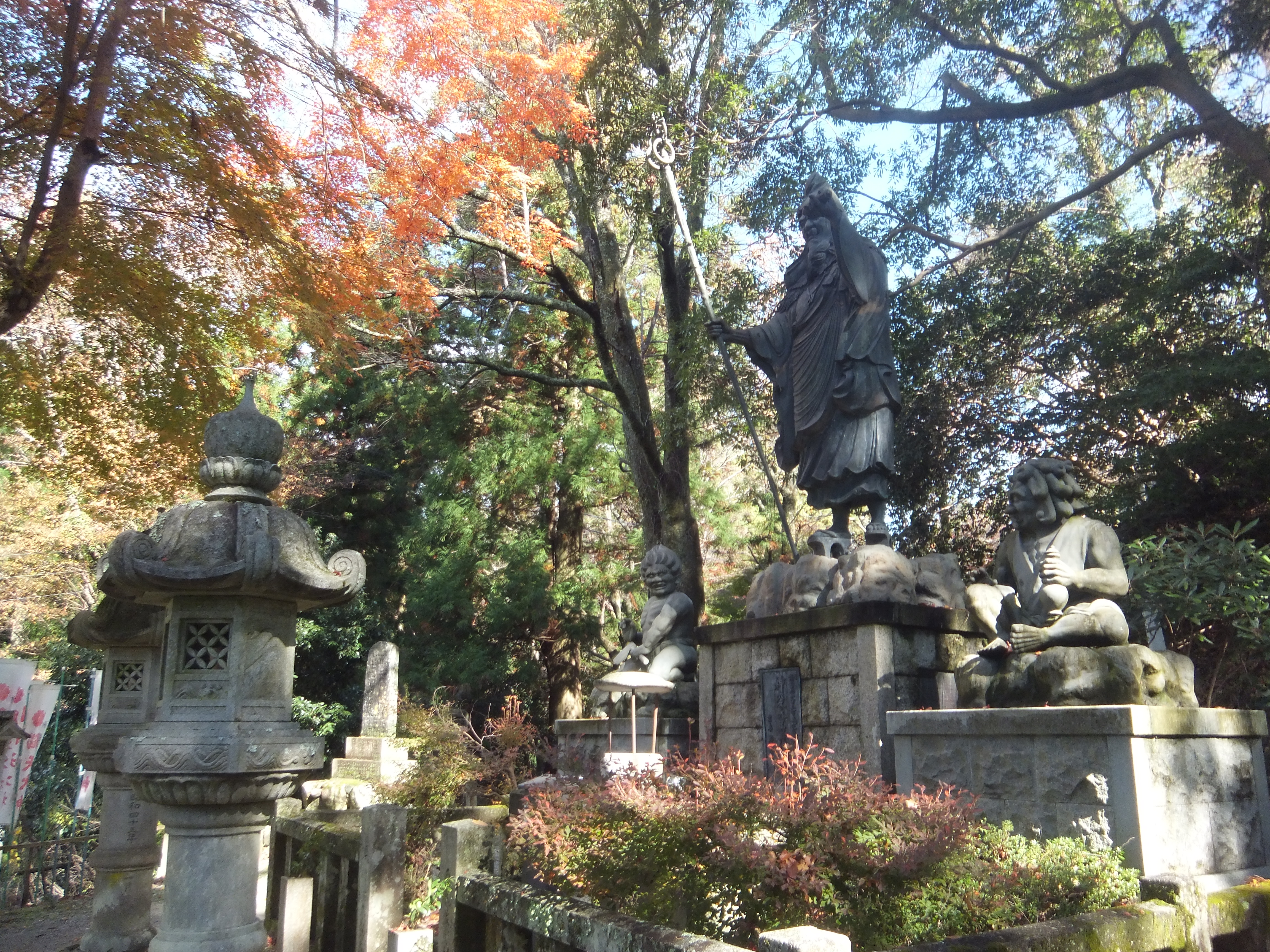
役行者像（金峯山寺）

役行者信仰の一つとして、役行者ゆかりの大阪府・奈良県・滋賀県・京都府・和歌山県・三重県に所在する36寺社を巡礼する役行者霊蹟札所がある。また、神変大菩薩は役行者の尊称として使われ、寺院に祀られている役行者の像の名称として使われていたり、南無神変大菩薩と記した奉納のぼりなどが見られることがある。

## 肖像
修験道系の寺院で役行者の姿（肖像）を描いた御札を頒布していることがあるが、その姿は老人で、岩座に座り、脛を露出させて、頭に頭巾を被り、一本歯の高下駄を履いて、右手に巻物、左手に錫杖（）を持ち、前鬼・後鬼と一緒に描かれている。手に持つ道具が密教法具であることもあり、頒布している寺院により差異がある。

## 真言
日本生まれの役行者に対し、そもそもがサンスクリット語のマントラの訳語である真言がつけられるのは考えにくく、聖護院（本山修験）などでは光格天皇より与えられた諡号を使い下記のように唱える。
- 南無神変大菩薩（）

宗派によっては下記の真言と定めているところもある。
- おんぎゃくぎゃくえんのうばそくあらんきゃそわか[20]

石鎚山法起坊では下記のように唱えられる。
- おん びらびら　けんびら けんのう そわか

御嶽信仰では下記のように唱えられる。
- おん ちょちょ ころころ まんせんだらに こんごうそわか

## 修験道の系譜
修験−役行者〜
- 1.義学（覚）
- 2.義元（賢）
- 3.義真
- 4.寿元（彦山開山）
- 5.芳元（五代山伏）
- 6.助音
- 7.黒珍（羽黒山）
- 8.日代
- 9.日円（天台 熊野社）
- 10.長円（天台 法華行者）十代山伏》
- 11.円珍（智証大師 天台寺門派祖）

## 文芸作品
※ 作品により、「役小角」「役行者」「役の行者」といった表記の違いがある。
- 役行者大峰桜（1751年、近松半二による文楽浄瑠璃）[21]
- 南総里見八犬伝（1814年、曲亭馬琴による読本） – 伏姫に仁義八行の数珠を授ける[21]。
- 役の行者（1916年、坪内逍遥の戯曲）[21]
- 真幻魔大戦（1979年、平井和正による小説）[21]
- 魔界水滸伝（1981年、栗本薫による小説） – 主人公安西雄介を禍津神として目覚めさせるため指導する
- 宇宙皇子（1984年、藤川桂介による小説）[21]
- 役小角仙道剣（2003年、黒岩重吾による小説）

## 関連項目

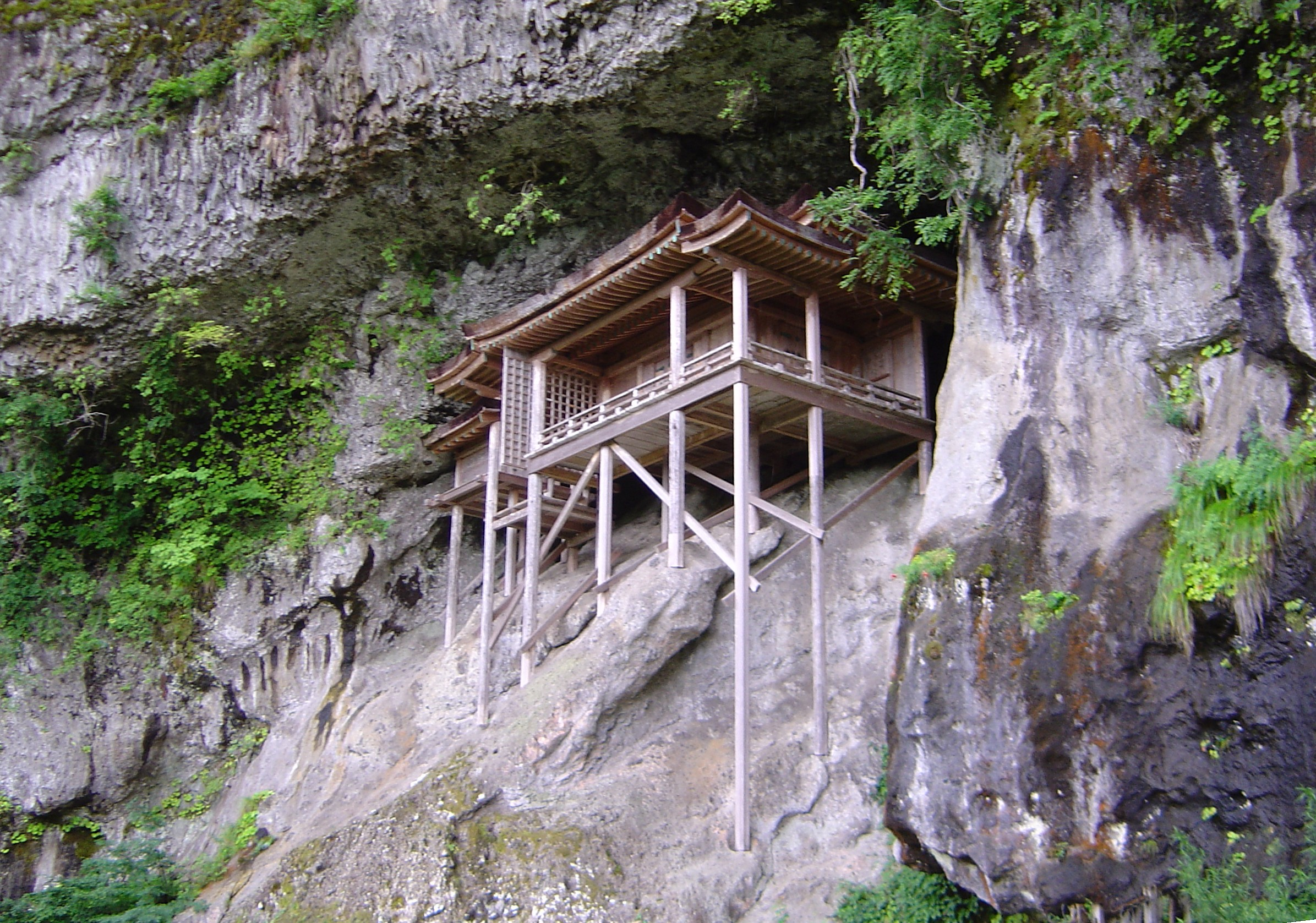
投入堂